# Meister der ältesten Teile der Bronzetür von San Zeno
Mit dem Notnamen Meister der ältesten Teile der Bronzetür von San Zeno wird ein Künstler (bzw. eine Veroneser Werkstatt) des frühen Mittelalters bezeichnet, der um 1120 die älteren Teile der Bronzetüren von San Zeno in Verona in Italien geschaffen hat. Die von der Romanik geprägten 23 Bronzeplatten zeigen durch die lebhafte Darstellung der Figuren die Abwendung von dem zuvor die religiösen Werke der Region prägenden starren Formenkanon byzantinischer Kunst.
 Peter Bloch hat 1962 nachgewiesen, dass um 1100 von derselben Werkstatt unter anderem auch der siebenarmiger Leuchter des Stiftes Klosterneuburg hergestellt wurde.
Ob die Werkstatt immer schon immer in Oberitalien ansässig war und über den Handel mit Werkstücken nördlich der Alpen vertreten ist – oder umgekehrt aus diesem Raum zugewandert ist – bleibt unklar. Albert Boeckler sieht in der Greifen-Aquamanile aus dem Palazzo Schifanoia als auch in dem Gegenstück von Wewelsfleth diese Werkstätte.
Deutlich ist, dass diese „Veroneser Werkstatt“ letztlich in Oberitalien / Tirol heimisch wurde. Denn im selben Kontext steht auch  Kniende Frauenfigur aus der Sammlung Robert von Hirsch, welche mit der Inschrift Stephanus Lager(inus) me fecit signiert und durch die Anführung des Künstlernamens und des Ortes: Lageriner Tal am Etsch / ober halb der Veroneser Klause gut zugeordnet werden kann.
Gustav Mazanetz weist in seiner Arbeit über den siebenarmigen Leuchter in Klosterneuburg nach, dass diese nicht von einer Einzelperson, sondern von einer Werkstatt ausgeführt wurde. Die mitgegossenen Ritzzeichen weisen die Meister M bzw. MA, †, C, P und T als auch verschiedene Gesellen *, B bzw. MB etc. aus.
So verwundert es nicht, dass die Leistungen der Werkstatt-Mitarbeiter sich weit verbreitet haben und auch verschiedene Christusfiguren von Vortragekreuzen ebendieser zugeordnet werden können. Von der als Tiroler Folge zusammengefassten Gruppe lassen sich eindeutig die Figuren aus Köln, Meran, Monte Brè sowie aus Stratzing zuordnen. Andere Bronzekruzifixe wie jenes aus Möggers und der lombardischen Folge leiten sich daraus ab.
Aus der Werkstatt (oder in dessen Folge) ist auch ein Engel als Personifikation der Klugheit zu sehen.